# 麗澤短期大学
麗澤短期大学（れいたくたんきだいがく、英語: Reitaku Junior College ）は、千葉県柏市光ヶ丘1734に本部を置いていた日本の私立大学である。1950年に設置され、1960年に廃止された。大学の略称は麗澤。

## 概要

### 大学全体
- 千葉県柏市に所在した日本の私立短期大学で[2]、設置主体は学校法人廣池学園[3][4]。
- 国内で最初に認可された短期大学149校[注 1]の1校として、1950年に1学科80名体制で開学した[5]。
- のちに専攻科1専攻が設置され、1958年度の入学生を最後に、1960年に短期大学としての使命を終える。

### 教育および研究
- 英語に関する専門教育が行われていた。

## 沿革
- 1935年
  - 8月 道徳科学専攻塾を開塾[6][7]。
- 1940年 別科を設置[8]。
- 1942年
  - 2月25日 左記を以て旧制専門学校の東亜専門学校の設置が認可される[9]。志那科、南洋科を置く[10]。
- 1944年 東亜外事専門学校に改称[6]。
- 1947年 千葉外事専門学校に改称[11]。
- 1949年
  - 10月 文部省[注釈 2]に短期大学[注 2][注 3]の設置認可に関する申請を以下の通り行う[13][12][14][15][16]。
    - 英語科 入学定員40名
    - 経営科 入学定員60名
- 1950年
  - 3月14日 左記を以て短期大学の設置が文部省[注釈 2]より認可される[17][18]。但し、以下の通り変更する[19]。
    - 千葉外事短期大学→麗澤短期大学
    - 英語科 入学定員40名→80名
    - 経営科 入学定員60名→不認可

  - 4月1日 左記を以て麗澤短期大学が上記の学科体制にて開学する[20]。
- 1954年
  - 3月20日 専攻科設置が認められ、4月1日より教育を開始する。専攻名及び入学定員は以下の通り[21]。
    - 英語専攻 30名
- 1958年
  - 4月1日 英語科、最後の学生募集となる[注 4]。
- 1959年
  - 4月1日 専攻科英語専攻、最後の学生募集となる[注 5]。
- 1960年
  - 5月13日 左記を以て廃止の認可を受ける[24]。

## 基礎データ

### 所在地
- 千葉県柏市光ヶ丘1734[注釈 1]

### 年度別学生数

#### 通学課程
- 1954年度についてはその年度（月日は不詳だが、1955年3月以前のデータ）、1958年度以降の学生数はその該当年度の5月1日時点でのデータである。

| -               | 入学定員 | 総定員 | 学生数   | 出典     |
| --------------- | -------- | ------ | -------- | -------- |
| 1954年          | 80       | 160    | 男61 女4 | [ 25 ]   |
| 1955年 - 1957年 | 80       | 160    | 不明     | [ 注 6 ] |
| 1958年          | 80       | 160    | 男45 女7 | [ 26 ]   |
| 1959年          | -        | 80     | 男3 女3  | [ 27 ]   |
| 1960年          | -        | -      | 男3 女3  | [ 28 ]   |

## 教育および研究

### 組織

#### 学科
- 英語科[注 7]

#### 専攻科
- 英語専攻[注 8]

#### 別科
- なし

#### 取得資格について
- 中学校教諭二級免許状・高等学校教諭二級免許状（それぞれ英語）の教職課程が設けられていた[29][30]。

### 研究
- 『麗澤短期大学研究叢書』[31]
- 『谷川村の歴史』[32]

## 対外関係

### 系列校
- 麗澤中学校・高等学校

### 編入学・進学実績
- 英語科の卒業生は麗澤短期大学専攻科への進学者がいたものとみられる。